# Stara Kamienica (gmina)

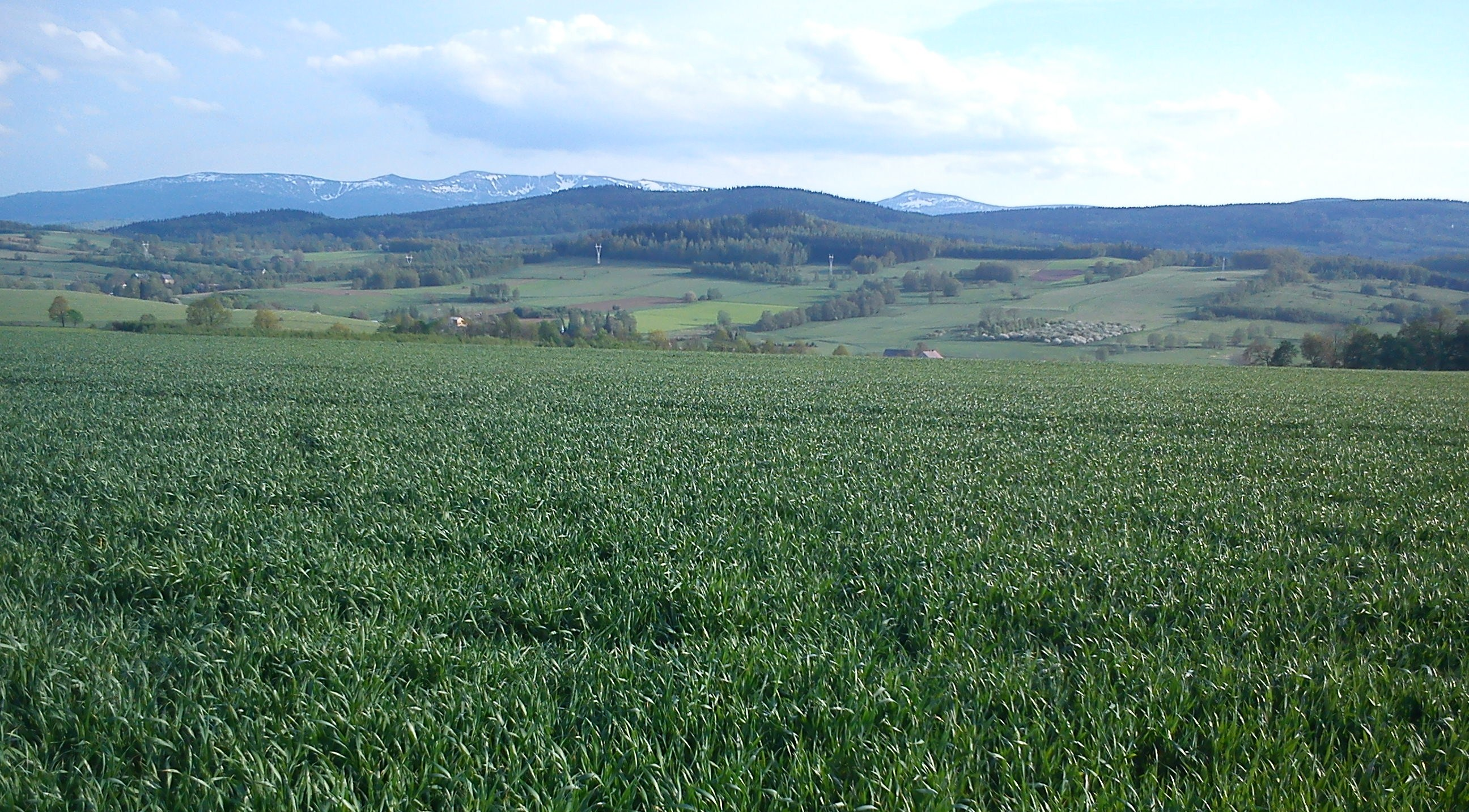
Krajobraz gminy – widok znad Starej Kamienicy na Karkonosze

Stara Kamienica – gmina wiejska w województwie dolnośląskim, w powiecie karkonoskim. W latach 1975–1998 gmina położona była w województwie jeleniogórskim.
Siedziba władz gminy to Stara Kamienica.
Według danych z 31 grudnia 2015 gminę zamieszkiwały 5274 osoby. Natomiast według danych z 30 czerwca 2020 roku gminę zamieszkiwały 5242 osoby.

## Struktura powierzchni
Według danych z roku 2002 gmina Stara Kamienica ma obszar 110,46 km², w tym:
- użytki rolne: 56%
- użytki leśne: 36%

Gmina stanowi 17,58% powierzchni powiatu.

## Demografia
Dane z 30 czerwca 2004:
| Opis                              | Ogółem | Ogółem | Kobiety | Kobiety | Mężczyźni | Mężczyźni |
| --------------------------------- | ------ | ------ | ------- | ------- | --------- | --------- |
| jednostka                         | osób   | %      | osób    | %       | osób      | %         |
| populacja                         | 5152   | 100    | 2633    | 51,1    | 2519      | 48,9      |
| gęstość zaludnienia (mieszk./km²) | 46,6   | 46,6   | 23,8    | 23,8    | 22,8      | 22,8      |

- Piramida wieku mieszkańców gminy Stara Kamienica w 2014 roku[5].

## Ochrona przyrody
Na obszarze gminy znajduje się rezerwat przyrody Krokusy w Górzyńcu chroniący naturalne stanowisko szafranu w rejonie Karkonoszy.

## Sołectwa
Antoniów, Barcinek, Chromiec, Kopaniec, Kromnów, Mała Kamienica, Nowa Kamienica, Rybnica, Stara Kamienica, Wojcieszyce.

## Pozostałe miejscowości
Jaroszyce, Kopanina, Międzylesie, Sosnka.

## Sąsiednie gminy
Jelenia Góra, Jeżów Sudecki, Lubomierz, Mirsk, Piechowice, Szklarska Poręba

## Miasta partnerskie
- Korenov
- Guttau